# Stosstrupp Adolf Hitler
Le Stoßtrupp (ou Stosstrupp) Adolf Hitler est une unité de gardes du corps qui a été créée en 1923 pour assurer la sécurité personnelle d'Hitler. Elle faisait partie des SA de Munich, mais n'obéissait qu'à Hitler. Les membres de l'escouade ont participé au coup d'État manqué de 1923. Après le procès d'Hitler, l'unité a été dissoute et interdite, et ses membres ont été condamnés.

## Histoire du Stosstrupp
Dans les premiers temps du parti nazi, les dirigeants ont réalisé qu'une unité de gardes du corps composée d'hommes zélés et fiables était nécessaire. Ernst Röhm forma une unité de gardes en puisant dans les hommes de la 19.Granatwerfer-Kompanie ; de cette formation naquit bientôt la Sturmabteilung (SA). Au début de 1923, Hitler ordonna la formation d'une petite unité de gardes du corps séparée des autres structures du parti et entièrement destinée à sa protection. À l'origine, l'unité était composée de huit hommes seulement, commandés par Julius Schreck et Joseph Berchtold. Elle fut appelée la Stabswache (garde d'état-major). La Stabswache reçut des insignes uniques, mais à ce moment-là, elle était encore sous le contrôle général de la SA. Schreck a ressuscité l'utilisation du Totenkopf (crâne) comme insigne de l'unité, un symbole que diverses forces d'élite avaient utilisé dans le royaume de Prusse et dans l'Empire allemand.
En mai 1923, l'unité fut rebaptisée "Stoßtrupp-Hitler". Elle ne comptait alors pas plus de 20 membres. Tous étaient considérés comme des loyalistes de Hitler. Selon le Lexique historique de Bavière, l'unité compta plus tard une centaine de membres. Le 9 novembre 1923, le Stoßtrupp, avec les SA et plusieurs autres unités paramilitaires nazies, prit part au putsch avorté d'Hitler à Munich. Au lendemain de cet événement, Hitler fut emprisonné et son parti ainsi que toutes les formations associées, y compris le Stoßtrupp, furent dissous.
L'existence du Stosstrupp Adolf Hitler fut donc brève, mais les cadres qui en faisait partie constituèrent le premier noyau dur du nazisme.

## Membres notables
- Walter Baldenius
- Joseph Berchtold
- Wilhelm Briemann
- Hanns Bunge
- Emil Danneberg
- Emil Dietl
- Wilhelm Dirr
- Julius von Engelbrechten
- Josef Feichtmayr
- Otto Feichtmayr
- Berthold Fischer
- Fritz Fischer
- Karl Fiehler
- Werner Fiehler
- Josef Fleischmann
- Hermann Fobke
- Franz Fröschl
- Johann Frosch
- Wilhelm Fuchs
- Josef Gerum
- Friedrich Geißelbrecht
- Jakob Grimminger
- Emil Hamm
- Karl Hauenstein
- Johann Haug
- Erhard Heiden
- Walter Hewel
- Paul Hirschberg
- Gerhard Friedrich Hoff
- Karl Hutter
- Wilhelm Kaiser
- Florian Kastner
- Hans Kallenbach
- Philipp Kitzinger
- Heinrich von Knobloch
- Wilhelm Knörlein
- Hans Eduard Krüger
- Karl Laforce
- Wilhelm Laforce
- Albert Lindner
- Konrad Linder
- Johann Mahr
- Hansjörg Maurer
- Emil Maurice
- Heinz Pernet
- Otto Wolfgang Reichart
- Alois Rosenwink
- Julius Schaub
- Ludwig Schmied
- Edmund Schneider
- Johann Schön
- Julius Schreck
- Hans Schultes
- Fritz Schwerdtel
- Michael Steinbinder
- Adalbert Stollwerk
- Heinrich Strauss
- Christian Weber
- Johann Wegelin